# Mālvīrān
Mālvīrān (persiska: Mālmīrān, مالویران) är ett samhälle i Iran.   Det ligger i provinsen Khuzestan, i den centrala delen av landet, 400 km söder om huvudstaden Teheran. Mālvīrān ligger 636 meter över havet och antalet invånare är 140.
Terrängen runt Mālvīrān är bergig norrut, men söderut är den kuperad. Mālvīrān ligger nere i en dal. Runt Mālvīrān är det ganska tätbefolkat, med 56 invånare per kvadratkilometer. Närmaste större samhälle är Jangeh, 9,5 km öster om Mālvīrān. Omgivningarna runt Mālvīrān är i huvudsak ett öppet busklandskap.